# قزلجة (ميانة)
قزلجة هي قرية في مقاطعة ميانة، إيران. عدد سكان هذه القرية هو 49 في سنة 2006.